# Shades (Marvel Comics)
Shades é um personagem fictício que aparece nas revistas em quadrinhos americanas publicadas pela Marvel Comics. Criado por Archie Goodwin e George Tuska, sua primeira aparição foi em Luke Cage, Hero for Hire #1 (Janeiro de 1972). Ele é o pai de Victor Álvarez e é frequentemente visto com seu parceiro do crime Comanche.

## Biografia ficcional do personagem
Shades foi criado no Harlem. Durante sua juventude, Shades estava envolvido com uma mulher chamada Reina Alvarez, com quem ele tinha um filho chamado Victor Álvarez.
Shades foi recrutado para uma gangue chamada os Rivais, que também consistia em Carl Lucas, Willis Stryker e Comanche. Como membro dos Rivais, Shades participou de uma briga com uma gangue rival chamada Diablos e muitas outras gangues, ao mesmo tempo em que cometeu pequenos crimes e trabalhava para o senhor do crime, Sonny Caputo. Shades e Comanche foram posteriormente presos pela polícia e condenados para a Prisão Seagate, onde foram torturados pelo implacável guarda da prisão Albert "Billy Bob" Rackham.
Depois de sofrer anos de tortura e abuso do guarda racista Albert Rackham, Shades e Comanche escaparam da Prisão Seagate em algum momento depois que Albert Rackham foi demitido. Shades e Comanche decidiram que era a oportunidade de se vingar de seu antigo torturador. Shades e Comanche tentaram obter Luke Cage para ajudá-los na trama deles apenas para que Luke estava sendo direito.
Shades e Comanche retornaram e se tornaram bandidos de aluguel, muitas vezes em conflito com Luke Cage e seu novo parceiro Punho de Ferro. Mesmo tendo uma associação passada com Luke Cage, Shades e Comanche indicaram que o matariam se fossem ordenados para isso.
Algum tempo depois, Shades e Comanche foram contratados por Ward Meachum, onde deu a Shades uma viseira que dispara explosões de energia e deu ao Comanche algumas flechas com truques. Os dois derrubaram Ward Meachum, onde os espectadores contam a Luke Cage que eles têm uma ponto para se instalar quando Ward Meachum recupera a consciência. Luke Cage e Punho de Ferro rastrearam Shades e Comanche para a Ponte George Washington, onde eles aprenderam sobre o empregador deles. Luke Cage e Punho de Ferro conseguiram derrotar os dois enquanto a polícia chegou. Quando a polícia não conseguiu remover a viseira de Shades, ele usou mais uma explosão para atingir Luke Cage e Punho de Ferro Ponte George Washington. Shades e Comanche foram mais tarde tirados da prisão. Os dois tentaram impedir Luke Cage quando ele atacou o edifício Meachum apenas para serem derrotados quando Luke Cage derrubou um pilar sobre eles.
Shades estava entre os vários homens armados que estavam empregados por Viktor Smerdilovisc. Ele e os outros entraram em conflito com os Marvel Knights. Shades foi derrubado por Manto e Adaga.
Durante o arco de história "Shadowland" de 2010, Shades parece ter sido direito quando ele e Comanche seguiram seus caminhos separados. Morando na Hell's Kitchen, Shades se tornou um líder comunitário. Ele trabalhou com seu filho Victor, onde o relacionamento deles estava pressionado Shades para fazer trapaças em Reina. Depois de Reina se mudar com o irmão Ignacio com Victor em sua companhia, Shades permaneceu em contato com eles o melhor que ele pôde. Quando o Mercenário explodiu um prédio durante sua luta com o Demolidor nas ordens de Norman Osborn (como visto durante o arco de história Reinado Sombrio), Shades foi morto na explosão enquanto Victor sobreviveu ao absorver os fragmentos da viseira de seu pai. Com Victor vendo o chi fantasmas das 107 vítimas da explosão, o chi fantasma de Shades disse a ele para abrir e absorver mais chi na área, o que daria a Victor o poder suficiente para lutar.

## Em outras mídias

Theo Rossi como Shades em Luke Cage.

- Hernan "Shades" Alvarez é um personagem regular em Luke Cage, interpretado por Theo Rossi.[11] Seu apelido vem de seus pares de óculos de sol Ray-Ban. Shades é pego pela avó de Cottonmouth e Mariah Dillard, Mamma Mabel, e passa sua juventude correndo com a gangue de Cottonmouth, entrando e saindo da prisão até ser enviado para Seagate.[12] Em Seagate, Shades e Comanche se tornam aliados do guarda corrupto Albert Rackham. Eles são responsáveis por Luke ganhar seus poderes, depois que eles lhe deram uma forte batida por conspirar para expor Rackham.[13] Em sua libertação da prisão, Shades retorna à cidade de Nova York e se torna braço-direito de Willis "Cascavel" Stryker, que mais tarde o envia para ajudar Cottonmouth e Mariah.[14] Depois que Cottonmouth é morto, Shades trabalha com Mariah para enquadrar Luke pelo crime, pagando a garçom do Harlem's Paradise, Candace Miller, para dar testemunhos falsos à polícia. Ao mesmo tempo, Cascavel aparece buscando vingança contra Luke.[15]  Shades fica desiludido com Cascavel, vendo seus métodos como prejudiciais para os negócios,[16] e ele e Mariah se voltaram contra ele depois que ele mata um policial e faz uma situação de reféns no Harlem's Paradise.[17] Cascavel ordena Zip para matar Shades, mas Shades agarra uma arma, mata ambos os cúmplices do Zip e, em seguida, dispara Zip na cabeça depois de ter confessado a duplicidade de Cascavel.[18] Depois que Luke derrota com sucesso o Cascavel em uma briga no lado de fora da Barbearia de Pop, Shades enquadra Cascavel pelo assassinato de Cottonmouth, e desliza o celular de Misty Knight para atrair Candace para fora de seu esconderijo, para que ele possa matá-la na cabeça. No final da primeira temporada, Shades ajudou Mariah a assumir o empreendimento de seu primo, operando o Harlem's Paradise.[19]

- Shades é referenciado na minissérie Os Defensores. No episódio "Mean Right Hook", Turk Barrett menciona que Mariah Dillard e Shades "fantasmaram" quando Luke Cage o confronta no bar Trouble in a Pair of Dice para perguntar-lhe sobre quem matou uma série de homens jovens no Harlem, incluindo os irmãos de Candace.[20]